# Scott Macaulay (Eishockeyspieler)
Scott Macaulay (ungarisch Macaulay Scott; * 23. November 1990 in Winnipeg, Manitoba) ist ein kanadisch-ungarischer Eishockeyspieler, der seit 2022 bei den Winkler Royals in der Southern Eastern Manitoba Hockey League unter Vertrag steht.

## Karriere
Scott Macaulay, der in Kanada geboren wurde, begann seine Karriere als Eishockeyspieler in Nachwuchsteams seiner Geburtsstadt Winnipeg. Dabei wurde er 2008 in das All-Rookie-Team der Manitoba Junior Hockey League gewählt. 2009 wurde er als bester Verteidiger auch in das First-All-Star-Team derselben Liga gewählt. Während seines Studiums spielte er von 2009 bis 2013 für das Team der Northern Michigan University in der Central Collegiate Hockey Association. 2013 spielte er kurzzeitig für die Bakersfield Condors in der ECHL, ging aber bereits im Oktober des Jahres zu den Tulsa Oilers in die Central Hockey League. Als die CHL am Saisonende aufgelöst wurde, wechselte er mit seiner Mannschaft in die ECHL, für deren All-Star-Game er 2015 nominiert wurde. Anschließend wagte er den Sprung nach Europa. Nach einem Jahr beim Asplöven HC in der schwedischen Hockeyettan schloss er sich den Stavanger Oilers an, mit denen er 2017 norwegischer Meister wurde. Nach diesem Erfolg wechselte er nach Budapest, wo er für MAC Budapest auf dem Eis stand. Nach dem Gewinn von Erster Liga, wozu er als bester Verteidiger maßgeblich beitrug, und ungarischer Meisterschaft 2018 wechselte der Klub in die slowakische Extraliga, kehrte aber nach zwei Jahren in die Erste Liga zurück. Seit 2022 spielt Macaulay wieder in seiner kanadischen Heimat, wo er bei den Winkler Royals auf Amateurebene in der Southern Eastern Manitoba Hockey League auf dem Eis steht.

### International
Nach seiner Einbürgerung stand Macaulay erstmals bei der Weltmeisterschaft er Division I 2019 im Aufgebot der ungarischen Nationalmannschaft. Dort spielte er auch bei der Weltmeisterschaft 2022, als der Aufstieg in die Top-Division gelang. Zudem vertrat er Ungarn bei den Qualifikationsturnieren für die Olympischen Winterspiele 2022 in Peking.

## Erfolge und Auszeichnungen
| - 2008 All-Rookie-Team der Manitoba Junior Hockey League - 2009 Bester Verteidiger und First-All-Star-Team der Manitoba Junior Hockey League - 2015 Teilnahme am ECHL All-Star Game - 2017 Norwegischer Meister mit den Stavanger Oilers | - 2018 Ungarischer Meister mit MAC Budapest - 2018 Gewinn der Erste Liga mit MAC Budapest - 2018 Bester Verteidiger der Erste Liga |

### International
- 2022 Aufstieg in die Top-Division bei der Weltmeisterschaft der Division IA